# 3866 Langley
3866 Langley (1988 BH4) là một tiểu hành tinh vành đai chính được phát hiện ngày 20 tháng 1 năm 1988 bởi H. Debehogne ở Đài thiên văn Nam Âu.